# Кульмурадов, Нурмурад
Нурмурад Кульмурадов (туркм. Nurmyrat Gulmyradow, род. 1949) — туркменский государственный деятель.

## Биография
Родился в 1949 году в Ашхабадском районе.
В 1973 году окончил Московский автомобильно-дорожный институт. Кандидат технических наук. В 1979 году защитил кандидатскую диссертацию на тему: «Исследование сцепных качеств дорожных покрытий и нормирование величины коэффициента сцепления в условиях жаркого климата (на примере Туркменской ССР)»
1973—1975 — мастер, прораб, начальник участка дорожно-строительного управления N 2 города Ашхабада.
1975—1979 — аспирант, преподаватель Московского автомобильно-дорожного института.
1980—1990 — начальник отдела транспорта и связи Госплана ТССР.
1990—1992 — директор Производственного объединения по строительству и эксплуатации автомобильных дорог Министерства автомобильного транспорта и дорожного хозяйства Туркменистана.
19.08.1992 — 08.10.1993 — председатель Государственного концерна «Туркменавтоёллары»
08.10.1993 — 09.03.1994 — первый заместитель министра автомобильного транспорта и дорожного хозяйства Туркменистана — председатель Государственного концерна «Туркменавтоёллары»
09.03.1994 — 31.10.1996 — председатель Государственного концерна «Туркменавтоёллары»
31.10.1996 — 16.01.2001 — Государственный министр — председатель Государственного концерна «Туркменавтоёллары»

## Награды и звания
- Медаль «Гайрат» (26.10.1993)
- Юбилейная медаль «За любовь к Отечеству» (24.10.1996)
- «Заслуженный строитель Туркменистана» (18.10.1997)
- Орден «Галкыныш» (04.05.1999)
- Золотая цепочка Президента Туркменистана (20.10.1999) — за большой личный вклад и успешное завершение строительства автомобильной дороги Ашхабад — Гектепе.

В ходе заседания Кабинета министров Туркменистана 8 сентября 2000 года Президент Туркменистана Сапармурад Ниязов поднял тему безответственности, недобросовестного отношения к обязанностям и злоупотреблений служебным положением со стороны отдельных государственных служащих, деятельность которых подверглась проверке правоохранительными органами. В качестве одного из примеров президент привел председателя Государственного концерна «Туркменавтоёллары» Нурмурада Кульмурадова, у которого в ходе следствия был обнаружен частный дом из 64 комнат. В вечернем выпуске новостей, посвященном заседанию Кабинета министров, был показан сюжет с подробным обзором дома Н. Кульмурадова. Был также показан сам Н. Кульмурадов, который признал свою вину и просил президента простить его.
16 января 2001 года состоялось очередное заседание Кабинета министров Туркменистана, в ходе которого президент Туркменистана С. Ниязов подверг Н. Кульмурадова резкой критике. Здесь же был оглашен указ об освобождении Н. Кульмурадова от занимаемой должности за серьёзные недостатки, допущенные в работе и злоупотребление служебным положением.